# Bombshell – Das Ende des Schweigens
Bombshell – Das Ende des Schweigens (Originaltitel Bombshell) ist ein Filmdrama von Jay Roach, das am 13. Dezember 2019 in die US-Kinos kam und am 13. Februar 2020 in den deutschen Kinos angelaufen ist. Der Film erzählt die wahre Geschichte einer Gruppe von Frauen, die sich Gerechtigkeit verschaffen wollen, indem sie die Wahrheit über Roger Ailes, den ehemaligen CEO des konservativen Fernsehsenders Fox News, offenlegen. Im Rahmen der Oscarverleihung 2020 erhielt Bombshell insgesamt drei Nominierungen, darunter Charlize Theron als beste Hauptdarstellerin.

## Handlung
Die Handlung setzt während des US-amerikanischen Präsidentschaftswahlkampfs 2016 ein: Fox-News-Moderatorin Megyn Kelly interviewt den republikanischen Kandidaten Donald Trump und spricht ihn auf frauenfeindliche Äußerungen an. Der wütende Trump bedenkt Kelly anschließend auf CNN mit dem abschätzigen Kommentar, „das Blut“ sei ihr bei dem Interview „aus den Augen und woraus auch immer“ gequollen. Daraufhin wird Kelly das Ziel eines Shitstorms und von Paparazzi verfolgt. Trotzdem erklärt sie sich bereit, ein weiteres Interview mit Trump zu führen. Ihrem Mann erklärt sie, dass das zu ihrem Job gehöre, der ihnen ein komfortables Leben ermögliche. Im Lauf des Films stellt sich heraus, dass sie am Anfang ihrer Karriere von Senderchef Ailes sexuell missbraucht wurde.
Gretchen Carlson, Moderatorin von Fox & Friends, versucht gegen den Widerstand von Roger Ailes, Themen, die Frauen interessieren, in ihrer Sendung zu platzieren. Sie ahnt, dass sie ihren Job bald verlieren wird, und bereitet einen Prozess gegen ihren Chef vor, der auch sie wiederholt sexuell belästigt hat. Ihre Anwälte machen ihr klar, dass der Prozess nur erfolgreich sein wird, wenn weitere Missbrauchsopfer an die Öffentlichkeit treten.
Die dritte Protagonistin des Films ist als einzige eine von mehreren realen Vorbildern inspirierte Sammelfigur: Kayla Pospisil, eine junge Evangelikale, arbeitet im Team von Fox-Moderator Bill O’Reilly. Sie will selber moderieren und Karriere machen, und als Ailes’ Assistentin ihr einen persönlichen Termin bei ihm vermittelt, nimmt sie die Gelegenheit wahr. Ailes nötigt die verdatterte Kayla, ihr Kleid für ihn hochzuheben. Anschließend macht er klar, dass das Geschehene unter ihnen bleiben muss und er von ihr weitere „Loyalitätsbeweise“ sehen will, wenn sie Erfolg bei Fox haben will.
Auf der einen Seite wird die deutlich rechtslastige und frauenverachtende Unternehmenskultur des Senders dargestellt – zum Verhalten des Senderchefs kommt die Zwiegespaltenheit der Mitarbeiter: Sie sind peinlich darauf bedacht, eine von der stetig mitschwingenden Norm abweichende politische Haltung, sexuelle Orientierung u. ä. zu verschweigen und auch vermeintliche Hinweise darauf (Essensvorlieben etc.) zu vermeiden. Kritik erscheint vielen unmöglich, sie fürchten deutliche Karrierenachteile: Schon allein wegen ihrer Tätigkeit für Fox würden sie auch bei anderen Newsmedien nur schwer Beschäftigung finden können. Deshalb erscheint es zunächst um so schwieriger, den Senderchef anzuprangern.
Auf der anderen Seite entspinnt sich die Geschichte des Prozesses gegen Ailes, in dem am Schluss mindestens 20 Frauen Gretchen Carlsons Klage unterstützen. Ailes wird von Rupert Murdoch gefeuert, sein System sexueller Ausbeutung, das er jahrelang betrieben hatte, aufgedeckt.

## Hintergrund
Im Jahr 1996 hatte Roger Ailes für Rupert Murdoch den Sender Fox News konzipiert, dessen CEO er wurde. Unter Ailes’ Führung entwickelte sich Fox News zum erfolgreichsten Nachrichtensender der USA. Im Juli 2016 wurden Vorwürfe sexueller Belästigung gegen Ailes bekannt. So soll er die Moderatorin Gretchen Carlson sexuell belästigt haben, die 2016, inzwischen entlassen, gegen Ailes Klage einreichte. Nachdem sich weitere Mitarbeiterinnen des Senders, darunter Megyn Kelly, den Vorwürfen angeschlossen hatten, legte Ailes am 21. Juli 2016 alle Funktionen bei Fox News nieder. Ailes erhielt von Murdoch eine Abfindung von 40 Millionen Dollar.
Bei der fiktiven Figur Kayla Pospisil wurden Erlebnisse von etwa 20 Frauen zu einer Person verschmolzen, um Erlebnisse Betroffener zu verfilmen, die eine Stillschweigeerklärung unterzeichnen mussten oder aus persönlichen Gründen nicht dargestellt werden durften.

## Produktion

### Stab
Regie führte Jay Roach, der in der Vergangenheit überwiegend für seine Filmkomödien bekannt wurde, so für Die Qual der Wahl aus dem Jahr 2012, aber in den letzten Jahren auch für Filmbiografien wie Trumbo (2015). Das Drehbuch schrieb Charles Randolph, der gemeinsam mit dem Regisseur und A. J. Dix, Aaron L. Gilbert, Beth Kono und Margaret Riley den Film auch produzierte. Randolph hatte bereits an Filmen wie The Big Short gearbeitet.

### Besetzung und Dreharbeiten
Nicole Kidman spielt die US-amerikanische Fernsehmoderatorin Gretchen Carlson, Charlize Theron ihre Kollegin, die Journalistin Megyn Kelly. John Lithgow ist in der Rolle von Roger Ailes zu sehen, dem Chef von Fox News; Malcolm McDowell spielt seinen Förderer, den Medienmogul Rupert Murdoch. Kate McKinnon übernahm die Rolle von Jess Carr. Alanna Ubach ist in der Rolle der ehemaligen Richterin und Staatsanwältin Jeanine Pirro zu sehen. Weitere Rollen wurden mit Margot Robbie als Kayla Pospisil, Allison Janney als Susan Estrich, Alice Eve als Ainsley Earhardt und Brigette Lundy-Paine als Julia Clarke besetzt. In weiteren männlichen Nebenrollen sind Mark Duplass als Douglas Brunt und Spencer Garrett als der konservative Radio- und Fernsehmoderator Sean Hannity zu sehen.
Als Kameramann fungierte Barry Ackroyd. Ein früherer Arbeitstitel war Fair and Balanced.

### Filmmusik und Veröffentlichung
Die Filmmusik komponierte Theodore Shapiro. Die aus Russland stammende US-amerikanische Sängerin, Pianistin und Songschreiberin Regina Spektor, die zur Alternative- und Anti-Folk-Szene gezählt wird, steuerte den Song One Little Soldier für den Film bei. Der Soundtrack, der insgesamt 20 Musikstücke umfasst, wurde am 13. Dezember 2019 von Warner Records als Download veröffentlicht.
Mitte Oktober 2019 wurde ein erster Trailer vorgestellt. Am 3. Dezember 2019 erfolgte eine erste Vorstellung in London. Am 13. Dezember 2019 kam der Film in die US-Kinos. Kinostart in Deutschland war am 13. Februar 2020.

## Synchronisation
Die deutsche Synchronisation entstand unter der Dialogregie von Ursula von Langen im Auftrag von Scalamedia.
| Rolle            | Darsteller       | Synchronsprecher  |
| ---------------- | ---------------- | ----------------- |
| Gretchen Carlson | Nicole Kidman    | Petra Barthel     |
| Megyn Kelly      | Charlize Theron  | Bianca Krahl      |
| Kayla Pospisil   | Margot Robbie    | Anne Helm         |
| Roger Ailes      | John Lithgow     | Bodo Wolf         |
| Rupert Murdoch   | Malcolm McDowell | Wolfgang Condrus  |
| Douglas Brunt    | Mark Duplass     | Gerrit Hamann     |
| Lily Balin       | Liv Hewson       | Ana Purwa         |
| Susan Estrich    | Allison Janney   | Ulrike Möckel     |
| Jess Carr        | Kate McKinnon    | Katrin Fröhlich   |
| Ainsley Earhardt | Alice Eve        | Marieke Oeffinger |
| Gerson Zweifach  | Andy Buckley     | Peter Flechtner   |
| Gil Norman       | Rob Delaney      | Frank Schaff      |

## Rezeption

### Kritiken
Der Film wurde von 68 Prozent aller bei Rotten Tomatoes erfassten Kritiker positiv bewertet.
In Variety wurde Bombshell als fesselndes Drama beschrieben, das die Funktionsweise eines Systems der sexuellen Ausbeutung für die Welt nach MeToo beschreibt.
Susan Vahabzadeh bescheinigte dem Film in der Süddeutschen Zeitung ein „gestörtes Verhältnis zur Wirklichkeit“, da er z. B. Megyn Kelly als Heldin präsentiere und die Vorwürfe wegen Rassismus, die gegen sie erhoben wurden, ausblende. Dass Bill O’Reilly schon ein Jahr später ebenfalls in einen Sex-Skandal geriet, werde nicht erwähnt.
Sabine Horst schrieb in der Zeit, die Inszenierung zeige, wie sich das System der sexuellen Ausbeutung „im Habitus, in der Kleiderordnung, den Bewegungen im Raum festgefressen“ habe. Der Film surfe auf einer Welle von Polit-Reenactments wie The Big Short, an dem auch Drehbuchautor Randolph beteiligt war. Es wirke zynisch, dass der Film, der in seiner Mischung aus Fakten und Fiktion und der Inszenierung seiner Schauspielerinnen das Fox-Format nachahme, bei den Oscars ausgerechnet für das beste Make-up und die besten Frisuren ausgezeichnet worden sei.
Cinema fand, „die messerscharfen Dialoge und der zuweilen sehr schwarze Humor von Drehbuchautor Charles Randolph […] verhindern […], dass die Story trotz nervenzerreißender Spannung in tiefe Düsternis abdriftet. Eben diese stellenweise aufkeimende Leichtigkeit und das eindringliche Spiel der drei Hauptdarstellerinnen machen ,Bombshell‘ zu einem relevanten Beitrag zur #MeToo-Bewegung. Fazit: Mitreißendes Drama um Macht und sexuelle Selbstbestimmung, das lange nachhallt“.

### Einspielergebnis
Die weltweiten Einnahmen des Films aus Kinovorführungen belaufen sich auf 44,7 Millionen US-Dollar.

### Altersfreigabe
In den USA erhielt der Film von der MPAA ein R-Rating, was einer Freigabe ab 17 Jahren entspricht. In Deutschland wurde der Film von der FSK ab 12 Jahren freigegeben. In der Freigabebegründung heißt es, Kinder und Jugendliche ab 12 Jahren könnten die stets zurückhaltend inszenierten Darstellungen sexueller Gewalt dem Kontext zuordnen und sich ausreichend distanzieren.

### Auszeichnungen
AACTA International Awards 2020
- Nominierung als Beste Hauptdarstellerin (Charlize Theron)
- Auszeichnung als Beste Nebendarstellerin (Margot Robbie)
- Nominierung als Beste Nebendarstellerin (Nicole Kidman)
- Nominierung als Bester Nebendarsteller (John Lithgow)[29]

British Academy Film Awards 2020
- Auszeichnung für die Beste Maske (Vivian Baker, Kazu Hiro & Anne Morgan)
- Nominierung als Beste Hauptdarstellerin (Charlize Theron)
- Nominierung als Beste Nebendarstellerin (Margot Robbie)

Critics’ Choice Movie Awards 2020
- Nominierung als Beste Hauptdarstellerin (Charlize Theron)
- Nominierung als Beste Nebendarstellerin (Margot Robbie)
- Nominierung als Bestes Schauspielensemble
- Auszeichnung für die Besten Frisuren und das beste Make-up[30]

Detroit Film Critics Society Awards 2019
- Nominierung als Beste Hauptdarstellerin (Charlize Theron)[31]

GLAAD Media Awards 2020
- Nominierung als Bester Film – Wide Release[32]

Golden Globe Awards 2020
- Nominierung als Beste Hauptdarstellerin – Drama (Charlize Theron)
- Nominierung als Beste Nebendarstellerin (Margot Robbie)

Hollywood Critics Association Awards 2020
- Nominierung als Beste Schauspielerin (Charlize Theron)
- Auszeichnung für die Besten Haare und das beste Make-up[33]

Hollywood Music in Media Awards 2019
- Nominierung als Bester Song – Spielfilm („One Little Soldier“, Regina Spektor)[34]

London Critics’ Circle Film Awards 2020
- Nominierung als Beste Schauspielerin (Charlize Theron)
- Nominierung als Beste Nebendarstellerin (Margot Robbie)[35]

Make-Up Artists And Hair Stylists Guild Awards 2020
- Nominierung für das Beste zeitgenössische Make-up – Spielfilm (Vivian Baker, Cristina Waltz und Richard Redlefsen)
- Nominierung für die Besten Special-Make-Up-Effects (Kazu Hiro, Vivian Baker und Richard Redlefsen)
- Nominierung für das Beste zeitgenössische Haarstyling – Spielfilm (Anne Morgan, Jaime Leigh McIntosh und Adruitha Lee)[36]

Oscarverleihung 2020
- Nominierung als Beste Hauptdarstellerin (Charlize Theron)
- Nominierung als Beste Nebendarstellerin (Margot Robbie)
- Auszeichnung für das Beste Make-up und die besten Frisuren (Vivian Baker, Kazu Hiro und Anne Morgan)

Palm Springs International Film Festival Film Awards 2020
- Auszeichnung mit dem International Star Award (Charlize Theron)[37]

Producers Guild of America Awards 2019
- Auszeichnung mit dem Stanley Kramer Award[38]

Satellite Awards 2019
- Nominierung als Bester Film – Drama
- Nominierung als Beste Hauptdarstellerin – Drama (Charlize Theron)
- Nominierung als Beste Nebendarstellerin (Nicole Kidman)
- Nominierung als Beste Nebendarstellerin (Margot Robbie)[39]

Screen Actors Guild Awards 2020
- Nominierung für die Beste Besetzung
- Nominierung als Beste Hauptdarstellerin (Charlize Theron)
- Nominierung als Beste Nebendarstellerin (Nicole Kidman)
- Nominierung als Beste Nebendarstellerin (Margot Robbie)